# Leyenda (album)
| Recensione | Giudizio |
| ---------- | -------- |
| AllMusic   |          |

Leyenda è un album dal vivo del gruppo musicale cileno Inti-Illimani, del chitarrista australiano John Williams e del chitarrista spagnolo Paco Peña, pubblicato nel 1990.

## Descrizione
Il disco rappresenta la seconda collaborazione discografica tra gli Inti-Illimani, John Williams e Paco Peña, seguito al precedente album in studio Fragments of a Dream del 1987. 
L'album è stato registrato dal vivo il 30 gennaio 1990 al Philharmonie Theater di Colonia. 
Il disco presenta, tra l'altro, due brani inediti, Preludio y festejo e Crónicas de una ausencia (il cui titolo, pur essendo uno strumentale, è stato suggerito da Patricio Manns), composti da Horacio Salinas appositamente per questa formazione allargata, e alcune mini-suite che uniscono brani appartenenti ad altre tradizioni culturali con brani del repertorio degli Inti-Illimani.
In coda al disco vengono presentati per la prima volta due brani (in un'unica traccia) tratti dall'opera di Roberto De Simone Cantata per Masaniello, rappresentata nel 1988 e nella quale il maestro De Simone aveva previsto nell'organico dei musicisti un ruolo di rilievo per gli Inti-Illimani.
L'album è stato pubblicato in numerosi paesi, solamente in formato CD e musicassetta, dalla CBS, dalla Sony Classical, e, per quanto riguarda il mercato cileno, dalla Alerce. 
Nel 2015 è stato pubblicato in download digitale. Non esistono ristampe in vinile.

## Tracce
1. Preludio y festejo (Horacio Salinas) – 7:06
2. Sensemayá (Nicolás Guillén, Horacio Salinas) – 3:49
3. Farruca / Huajra (Augustin Castellón, Atahualpa Yupanqui) – 6:26
4. Crónicas de una ausencia (Horacio Salinas) – 7:35
5. Alondras (Paco Peña) – 6:04
6. Juanito Laguna remonta un barrilete (Hamlet Lima Quintana, Iván René Cosentino) – 4:46
7. David of the white rock / La fiesta de la Tirana (trad.gallese / trad.cileno) – 5:20 – David of the white rock, arrangiamento di Wilfred Brown
8. Cándidos (Eugenio Llona, José Seves) – 4:41
9. Tarantella - Canna austina (trad. napoletano del XVII secolo, Roberto De Simone) – 6:24

Durata totale: 52:11

## Formazione
- John Williams - chitarra nelle tracce 1, 4, 5, 7, 9
- Paco Peña - chitarra nelle tracce 1, 3, 4, 5, 9
- Jorge Coulón
- Max Berrú
- Horacio Salinas
- Horacio Duran
- José Seves
- Marcelo Coulon
- Renato Freyggang

### Collaboratori
- René Castro - copertina